# Joel Eriksson Ek
Joel Eriksson Ek (Karlstad, 29 gennaio 1997) è un hockeista su ghiaccio svedese.

## Palmarès

### Mondiali
- 1 medaglia:
  - 1 oro (Germania/Francia 2017)